# Cumbre del G-20 de Londres
La Cumbre del G-20, "la Cumbre para los mercados financieros y la economía mundial" se celebró entre los líderes de estas naciones en Londres el 2 de abril de 2009. Es la continuación de la cumbre de Washington que tuvo lugar entre el 14 y el 15 de noviembre de 2008. El lugar de celebración de la Cumbre fue el ExCel Centre. Además de los jefes de Estado o de gobierno de los países del G-20, fueron invitados a asistir España y los Países Bajos.

## Países intervinientes
Al G8 (formado por:
- Alemania,
- Canadá,
- Estados Unidos,
- Francia,
- Italia,
- Japón,
- Reino Unido y
- Rusia

se le agregaron estos once países:
- Arabia Saudí,
- Argentina,
- Australia,
- Brasil,
- China,
- India,
- Indonesia,
- México,
- República de Corea,
- Sudáfrica y
- Turquía

También un representante de la Unión Europea. Además desde hace 2 cumbres se invita a España y Holanda a las Cumbres.

### Representantes
- Argentina representado por Cristina Fernández de Kirchner;
- Australia representado por Kevin Rudd;
- Brasil representado por Luiz Inácio Lula da Silva;
- Canadá representado por Stephen Harper;
- China representado por Hu Jintao;
- Francia representado por Nicolas Sarkozy;
- Alemania representado por Angela Merkel;
- India representado por Manmohan Singh;
- Indonesia representado por Susilo Bambang Yudhoyono;
- Italia representado por Silvio Berlusconi;
- Japón representado por Taro Aso;
- México representado por Felipe Calderón;
- Países Bajos representado por Jan Peter Balkenende;[n. 1]
- Corea del Sur representado por Lee Myung-bak;
- Rusia representado por Dmitri Medvédev;
- Arabia Saudita representado por Abdullah bin Abdul Aziz;
- Sudáfrica representado por Kgalema Motlanthe;
- España representado por José Luis Rodríguez Zapatero;[n. 1]
- Turquía representado por Recep Tayyip Erdoğan;
- Reino Unido representado por Gordon Brown;
- Estados Unidos representado por Barack Obama.

1. 1 2  Invitados especiales a la cumbre que no forman parte individual del G-20.

## Metas
Los países del G-20 querían aprovechar esa cumbre para mejorar la coordinación a nivel mundial con el fin de ayudar a restablecer el crecimiento económico mundial. Según los dirigentes de la cumbre, los dirigentes del mundo debían tener tres compromisos:
- En primer lugar, tomar las medidas necesarias para estabilizar los mercados financieros y permitir que las familias y las empresas no sufran mucho de la recesión.
- En segundo lugar, reformar y fortalecer la acción mundial para aliviar el sistema económico y financiero para restablecer la confianza.
- En tercer lugar, poner la economía mundial en vías de crecimiento sostenible.

## Preparación de la cumbre

### Dirigentes europeos
Los líderes de los cuatro países de la Unión Europea del G-20 junto con los dos mayores que no son miembros, España y los Países Bajos, se reunieron el 22 de febrero para preparar la cumbre de Londres y coordinar sus acciones. La reunión fue organizada por iniciativa de la canciller alemán Angela Merkel en Berlín, y se reunieron los dirigentes de España, Francia, Italia, Países Bajos y el Reino Unido.
Los dirigentes convinieron en que los mercados, las instituciones financieras y la amplia gama de activos financieros que crean y los fondos especulativos deben ser controlados. Además, han pedido que se apliquen sanciones eficaces contra paraísos fiscales. También estuvieron de acuerdo para imponer sanciones contra los países que tienen la intención de molestar su trabajo. Por último, abogaron por la duplicación de los fondos a disposición del Fondo Monetario Internacional.

### Ministros de Finanzas
Los ministros de finanzas y banqueros centrales del G-20 se reunieron en Horsham, el 14 de marzo, en una cumbre para preparar la reunión de 2 de abril para restaurar el crecimiento mundial tan rápido como sea posible. Los participantes han decidido aprobar y coordinar acciones decisivas, para estimular la demanda y el empleo. Asimismo, se comprometieron a luchar contra todas las formas de proteccionismo y mantener el comercio y las inversiones extranjeras.
Los miembros también se comprometieron en mantener la oferta de crédito a través de una mayor liquidez y recapitalización del sistema bancario, y en aplicar rápidamente el estímulo planes. En cuanto a los banqueros centrales, se comprometieron a mantener bajos tipos directrices, mientras sea necesario. Por último, los dirigentes decidieron ayudar a los países emergentes y en desarrollo, a través de un fortalecimiento del FMI.
Para fortalecer el sistema financiero, los participantes propusieron regular adecuadamente todas las instituciones financieras, registrar todos los fondos especulativos o sus gestionadores y obligarlos a proporcionar la información adecuada en cuanto a los riesgos que asumen. Se propusieron aplicar un reglamento para evitar los riesgos sistémicos y para poner freno a los ciclos económicos, en particular mediante la limitación del efecto de palanca, lo que amplifica los ciclos. Se anunciaron nuevas medidas para prevenir y resolver las crisis, mediante el fortalecimiento del FMI y la FSF. Además, se han puesto de acuerdo para el control de las agencias de calificación y su conformidad con el Código OICV, el control de los vehículos financieros fuera de balances, de los derivados de crédito del mercado, y por fin de los territorios no cooperativos.

## Protestas
Una serie de protestas tuvieron lugar durante la reunión de líderes del G-20 en Londres para protestar en contra de la cumbre.
- 28 de marzo: la "Marcha para la creación de empleo, de Justicia y el Clima", organizado por Put The People First, una coalición de más de 100 ONG de desarrollo, sindicatos y grupos ambientalistas.
- 28 de marzo: varias marchas organizadas en diversas ciudades francesas, organizadas por ATTAC.[9]
- 1 de abril: una protesta por el Camp for Climate Action con la prevista creación de un campamento en la plaza de Milla al lado del European Climate Exchange.
- 1 de abril: una marcha en la parte delantera del Banco de Inglaterra, llamado G20 Meltdown.
- 1 de abril: Stop the War y la Campaign for Nuclear Disarmament (CND) están organizando una marcha.

## Medidas acordadas

### Medidas económicas y financieras
Los líderes presentes - a pesar de las evidentes diferencias entre Reino Unido y los EE. UU., que quería un gran estímulo financiero, y Francia y Alemania, que querían un marco de regulación financiera más estricto - llegaron a un acuerdo que, en principio, prevé 1100 billones de dólares estadounidenses para estimular el crecimiento económico, que se distribuirán de la siguiente manera:
- 500 miles de millones de dólares estadounidenses para el FMI para ayudar a las economías en dificultades,
- 250 miles de millones de dólares estadounidenses para impulsar el comercio mundial,
- 250 miles de millones de dólares estadounidenses para un nuevo fondo de descubierto del FMI,
- 100 miles de millones de dólares estadounidenses para ayudar a los bancos internacionales de desarrollo en los préstamos a los países pobres.

Otro acuerdo al que llegaron fue el de tratar de lograr una mayor regulación mundial de los fondos de cobertura y de calificación crediticia de organismos, un enfoque común para la limpieza de los activos tóxicos. En la cumbre los dirigentes también acordaron establecer un Consejo de Estabilidad Financiera con el FMI, una especie de 'superagencia reguladora' para garantizar una mayor cooperación global y proporcionar un sistema de alerta temprana ante futuras crisis financieras. Además, esta agencia servirá para extender la regulación en los mercados, que cada país se compromete a estrechar.
Además se encargó la misión de coordinar los cambios regulatorios globales a la Junta de Servicios Financieros, y la OMC velará que los miembros del G-20 eviten el proteccionismo.

### Lucha contra los paraísos fiscales
Este es uno de los temas que más preocupaba a la delegación francesa y alemana. Se ha llegado a un consenso para publicar una "lista de países no cooperantes". En respuesta a la petición de los países del G-20, la OCDE ha hecho pública la lista de los Estados que menos cooperan: Costa Rica, Uruguay, Malasia y Filipinas. Países que , según indica la institución, "no se han comprometido a respetar los estándares internacionales". Por otro lado;Suiza, Bélgica, Luxemburgo y Austria han retirado sus reservas sobre el levantamiento del secreto bancario en caso de fraude.
Este marco ha llevado al primer ministro británico, Gordon Brown, a declarar que "esto es el principio del fin de los paraísos fiscales" y el documento final del acuerdo declara que "la era del secreto bancario ha terminado".

### Disminución de la influencia de los Estados Unidos
Uno de los acuerdos generales en la Cumbre de Londres es que EE. UU. debería alejarse de su posición dominante, y que es necesario que haya más regulaciones gubernamentales para el sector privado. Según Robert Hormats, vicepresidente de Goldman Sachs Internacional, "EE.UU. está cada vez en una posición menos dominante, mientras que otras naciones están ganando influencia."